# London Stone

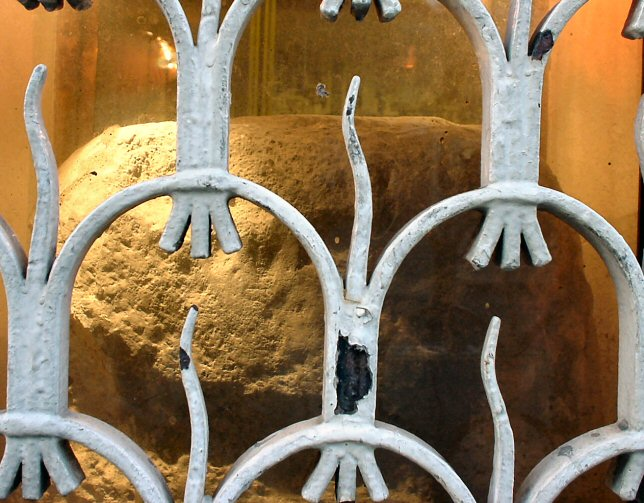
La "Piedra de Londres", situada en la actualidad en el # 111 de 'Cannon Street'.

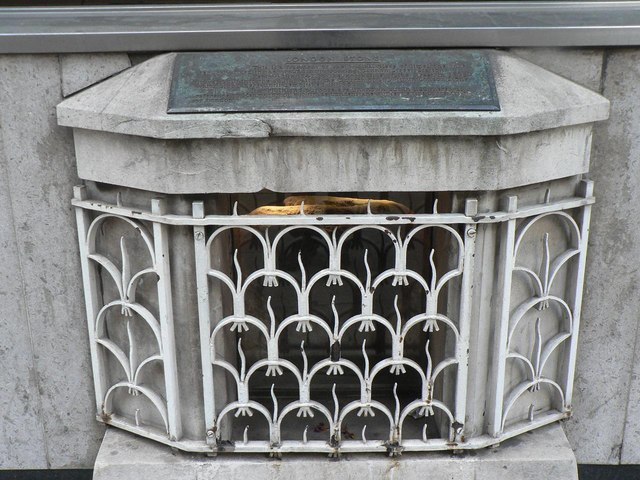
Vista cercana completa de la caseta de exhibición donde se encuentra actualmente la llamada "Piedra de Londres".

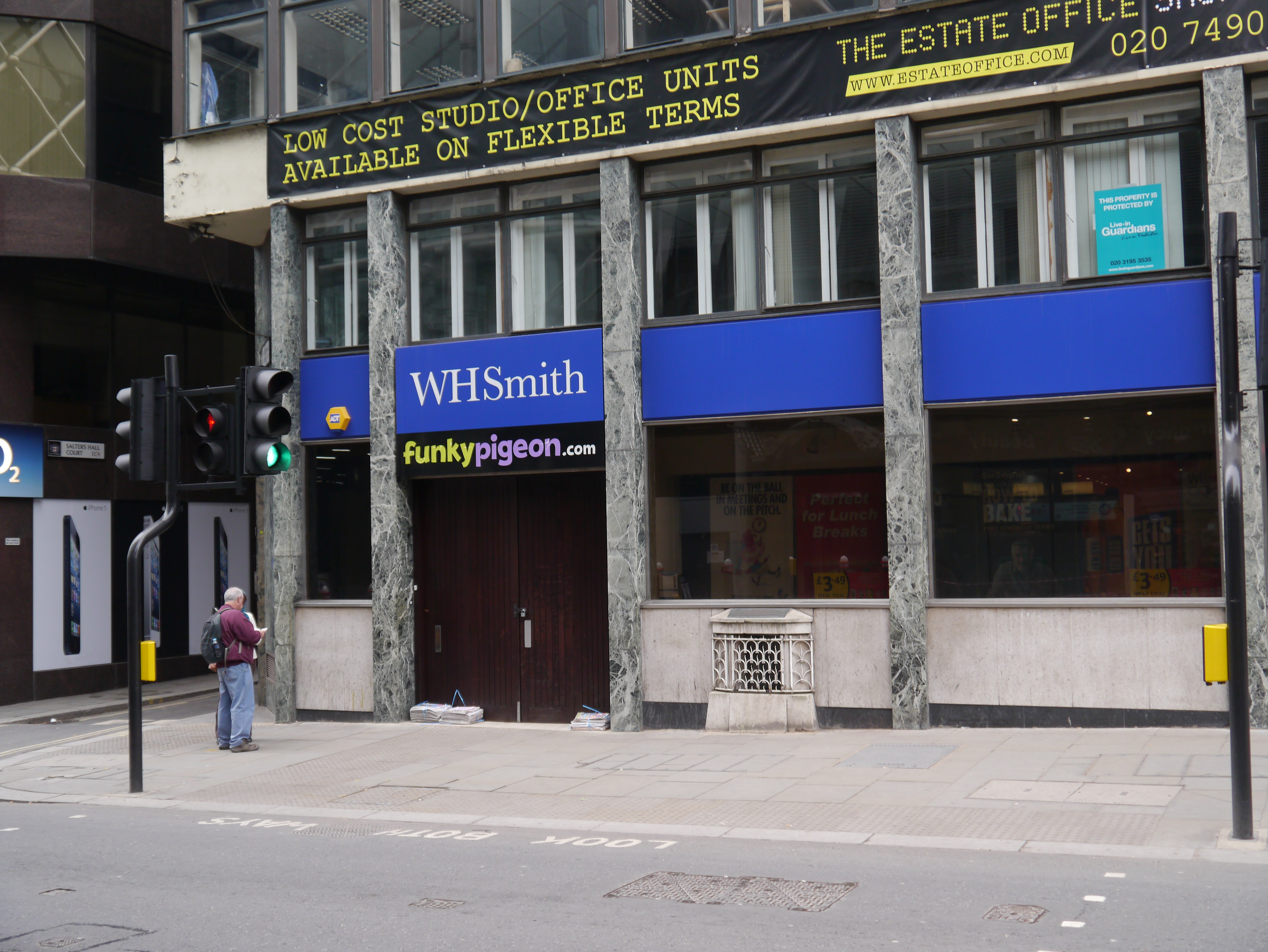
La "Piedra de Londres" en el # 111 de 'Cannon Street', en octubre de 2012. La planta baja de ese edificio está ocupada por un local de la cadena de librerías WH Smith.

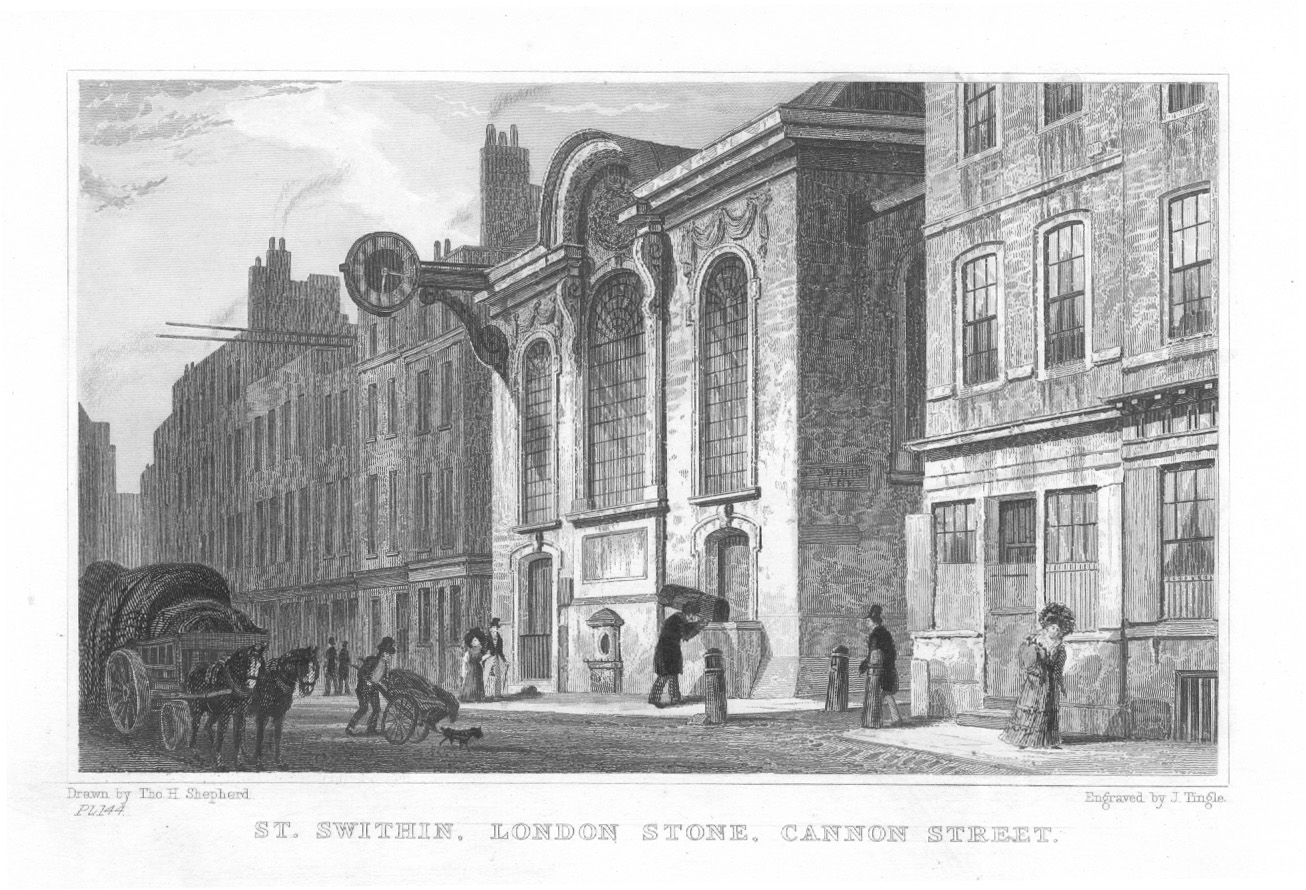
La "Iglesia de St Swithin" con la "Piedra de Londres", en 'Cannon Street', Londres; grabado de Thomas H. Shepherd del año 1831. La iglesia fue construida en 1678, bajo la dirección de Christopher Wren. La "Piedra de Londres" entonces estaba ubicada en una caseta, al medio de la pared sur de la iglesia.

La Piedra de Londres (en inglés: London Stone) es una piedra encontrada en la zona de Cannon Street, en el centro de Londres, Reino Unido, y que podría haber integrado un círculo de piedras que en otra época se encontraba en la parte alta de Ludgate Hill, donde hoy día se ubica la Catedral de San Pablo en Londres.
El rey Lud vivió alrededor del año 73 a. C. en la ciudad que contribuyó a agrandar. A su muerte, fue enterrado en la parte más elevada de ese lugar, conocida hoy día con el nombre de Ludgate.
Entre 1678 y 1962, la Piedra de Londres formaba parte de una iglesia llamada Saint Swithin London Stone, en homenaje a Suituno de Winchester. Esta iglesia fue gravemente deteriorada en 1940, durante los bombardeos alemanes de la Segunda Guerra Mundial conocidos como Blitz, como consecuencia de lo cual fue demolida en 1962. De todas maneras, la piedra en cuestión fue preservada e integrada al edificio construido en el sitio donde antes estaba la iglesia.

## Historia
La "Piedra de Londres" originalmente estaba situada en el lado sur de la calle medieval llamada 'Candlewick' (luego modificada y ampliada para crear la moderna 'Cannon Street'), y es señalada en esa posición en el Mapa Copperplate de Londres fechado en los años 1550 (mapa que se encuentra actualmente en el Museo de Londres). Esta pieza histórica fue descrita en 1598 por el historiador londinense John Stow como « una gran piedra conocida como "Piedra de Londres", ubicada en "posición vertical… y bien fija en profundidad en el suelo con ayuda de unas barras de hierro" ». Stow no registró las dimensiones de esta "piedra grande", pero afortunadamente un visitante francés que estuvo en esa zona unos veinte años antes, señaló que la piedra en cuestión era de tres pies de alto, dos pies de ancho, y un pie de espesor (90×60×30 cm). De lo expresado puede deducirse que "La Piedra de Londres" fue un punto de referencia local, pero al menos la parte de ella que afloraba a la superficie no era particularmente importante por sus dimensiones.
Se desconoce con certeza la función o simbología original de la "Piedra de Londres", aunque al respecto ha habido muchas especulaciones y suposiciones, según será indicado más adelante, en la sección titulada: "Interpretaciones".
Pero por lo general se admite que la referencia confiable más antigua a esta piedra, es la referida por John Stow en su obra Survey of London del año 1598. Stow expresaba allí en una lista de propiedades en Londres pertenecientes a la Catedral de Canterbury, a un pedazo de tierra descrito como cercano a la "Piedra de Londres". Según este historiador, esa lista estaba indicada en un 'Libro del Evangelio' o 'Gospel Book' dado a la catedral por Athelstan (o Æthelstan), rey de los sajones del oeste, y usualmente señalado como rey de Inglaterra desde 924 a 939. Pero no es posible confirmar completamente esta afirmación de Stow, ya que el documento al que se refería no pudo ser identificado con certeza.
Sin embargo, la lista más antigua existente en relación con las propiedades en Londres de la Catedral de Canterbury, es una que ha sido fechada entre 1098 y 1108, y que contiene una referencia a una propiedad brindada a la catedral por un hombre llamado "Eadwaker AET stane Lundene" (o "Eadwaker de la Piedra de Londres"). Y a pesar de que no se ha identificado en la British Library) ningún 'Libro de Evangelio' o 'Gospel Book' con una lista como la señalada, podría ser que Stow hubiera visto un texto similar.
También es posible que como Eadwaker, algún otro londinense medieval hubiera adquirido o adoptado el "sobrenombre" de "at London Stone" o de "of London Stone", en razón de que viviera cerca de ese lugar. Uno de esos personajes fue "Ailwin of London Stone", el padre de Henry Fitz-Ailwin, el primer Lord-superintendente de la ciudad de Londres (en inglés: Lord Mayor of London), quien constituyó sus oficinas en esa época, entre 1189 y 1193, y quien gobernó la ciudad hasta su muerte en el año 1212. La casa de Henry Fitz-Ailwin estaba algo apartada de la calle Candlewick, al norte de la Iglesia de St Swithin.
La "Piedra de Londres" era sin duda un punto de referencia en el Londres medieval, y cuando en 1450, Jack Cade, líder de una rebelión contra el gobierno corrupto de Enrique VI, entró en la ciudad con sus hombres, golpeó con su espada en la "Piedra de Londres" y se autoproclamó "Señor de la ciudad" o "Superintendente de la ciudad" (en inglés: "Lord of the city"). Pero relatos contemporáneos no dan ninguna pista en cuanto a la motivación de Jack Cade para haber actuado como lo hizo, ni interpretación alguna de sus seguidores o de los londinenses en relación con esa actuación con supuesta fuerte carga simbólico-emotiva. No hay nada que sugiera que se habría llevando a cabo una ceremonia tradicional o que se habría cumplido con una costumbre.
En los tiempos de la reina Isabel I (1558-1603), la "Piedra de Londres" no era más que un punto de referencia, y así se mostraba y llamaba en los mapas, aunque seguramente fue un punto de interés para los visitantes por derecho propio. Los turistas pueden haber creído muchas cosas, o les pueden haber contado variadas y jugosas historias, como ser que la piedra ya estaba allí antes de la propia fundación de la ciudad, o que allí había sido establecida por orden del rey Lud (reconstructor legendario de Londres), o que marcaba el centro de la ciudad, o que era un punto para el establecimiento de formas de pago para los deudores.

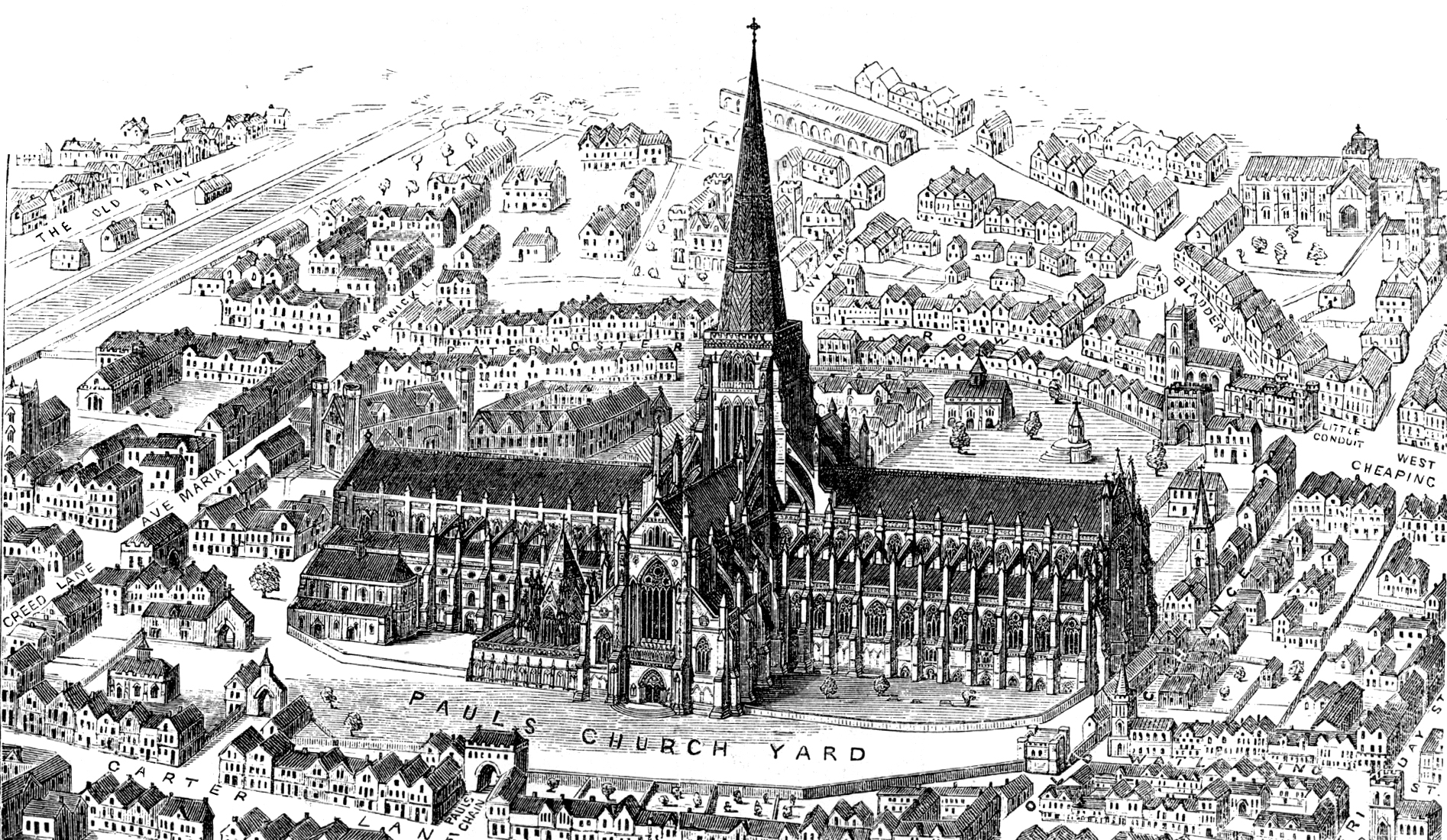
Grabado anterior a 1561 representando a la catedral con su alta aguja; se trata de la cuarta catedral dedicada a San Pablo, que fuera construida en Ludgate Hill.

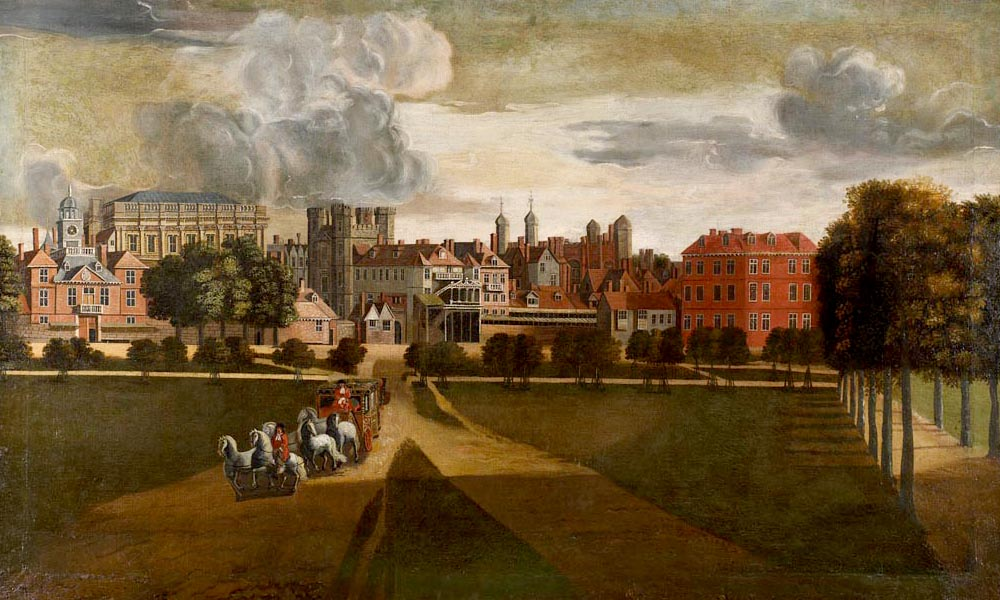
El Palacio de Whitehall por Hendrick Danckerts. La vista es desde el oeste. A pesar de las apariencias esta pintura muestra un solo palacio complejo. La Banqueting House está ubicada al lado izquierdo.

En 1608, la "Piedra de Londres" también fue citada en un poema de Samuel Rowlands como uno de los "lugares" de Londres de interés a incluir al realizar una visita a la ciudad. Se transcribe a continuación una parte de dicho poema en inglés que contiene la referencia a la "Piedra de Londres", así como la traducción a español de dicho pasaje :

He shew'd his Maister sights to him most strange,

Great tall Pauls Steeple and the royall-Exchange,

The Bosse at Billings-gate and London stone,

And at White Hall the monstrous great Whales bone
Y tiene gran placer en destacar sus puntos de vista más extraños,

La gran altura de las agujas de San Pablo y de la Bolsa de Comercio,

La fuente de Billings-gate y la Piedra de Londres,

Y en White Hall la monstruosa estructura del palacio

En el siglo XVII, la citada piedra continuó siendo usada como una especie de "dirección", a efectos de identificar a la localidad. Así por ejemplo, la biografía escrita por Thomas Heywood sobre la reina Isabel I (en inglés, Elizabeth I) y publicada en 1631, fue, según su página de título, "impreso por Iohn Beale para Phillip Waterhouse; y vendido en su tienda en el centro de San Pablo, en las cercanías de la Piedra de Londres". Y por su parte, el impreso English Short Title Catalogue (ESTC) lista allí cerca de 30 libros publicados entre 1629 y la década de los años 1670, en donde una similar referencia a la "Piedra de Londres" se hacía en su página de título.
En 1671, la Worshipful Company of Spectacle Makers separó un lote de espectáculos de calidad inferior on London Stone:

Cita: "two and twenty dozen (264) of English spectacles, all very badd both in the glasse and frames not fitt to be put on sale… were found badd and deceitful and by judgement of the Court condemned to be broken, defaced and spoyled both glasse and frame the which judgement was executed accordingly in Canning [Cannon] Street on the remayning parte of London Stone where the same were with a hammer broken in all pieces."
Traducción de la cita: "two and twenty dozen (264) of English spectacles, all very badd both in the glasse and frames not fitt to be put on sale… were found badd and deceitful and by judgement of the Court condemned to be broken, defaced and spoyled both glasse and frame the which judgement was executed accordingly in Canning [Cannon] Street on the remayning parte of London Stone where the same were with a hammer broken in all pieces."

La referencia a "la parte restante de la Piedra de Londres", puede sugerir que la misma había sido dañada y reducida en extensión durante el Gran Incendio de Londres ocurrido cinco años antes (2-5 de septiembre de 1666), y el que había destruido la iglesia de San Swithin y los edificios vecinos ; más tarde se cubrió esa parte con una pequeña cúpula de piedra para protegerla.

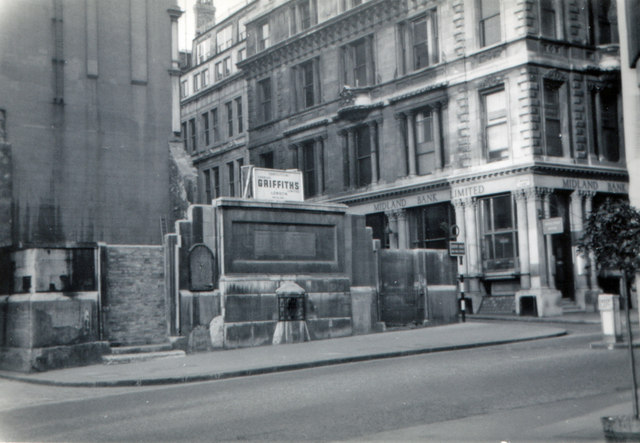
Iglesia de la Piedra de Londres de San Swithin. Foto tomada en 1962, justo antes de que fueran finalmente retirados los restos aún existentes de la iglesia dañada por bombas en 1940. En la imagen se observa a la "Piedra de Londres" ubicada en un compartimento a nivel del pavimento, y por debajo del cartel o placa de demolición "Griffiths".

In 1598 John Stow had commented that "if carts do run against it through negligence, the wheels be broken, and the stone itself unshaken", and by 1742 it was considered an obstruction to traffic. The remaining part of the Stone was then moved, with its protective cupola, from the south side of the street to the north side, where it was first set beside the door of St Swithin's Church, which had been rebuilt by Christopher Wren after its destruction in the Great Fire. It was moved again in 1798 to the east end of the church's south wall, and finally in the 1820s set in an alcove in the centre of the wall within a solidly built stone frame set on a plinth, with a circular aperture through which the Stone itself could be seen. In 1869 the London and Middlesex Archaeological Society arranged for the installation of a protective iron grille and an explanatory inscription in Latin and English on the church wall above it.
Durante los siglos XIX y XX, la "Piedra de Londres" fue regularmente referida tanto en guías y mapas como en muchas historias populares, así como muy visitada por los turistas. En su estadía en Inglarerra en los años 1850, el autor estadounidense Nathaniel Hawthorne citó a la "Piedra de Londres" en su diario de viaje, dejando nota de las muescas que presentaba la misma en la parte superior ", y señalando que se decía que habían sido hechas por la espada de Jack Cade. In 1937 Arthur Mee, founder of The Children's Newspaper and author of The King's England series of guidebooks, described it as "a fragment of its old self [...] said by some to have been a stone set up in Stone Age days". The American archaeologist George Byron Gordon was more expansive (and fanciful) in the course of his Rambles in Old London, published in 1924. London Stone, he tells us, was "the very oldest object in London streets". "The Mediaeval Kings after their coronations used to strike London Stone with their swords in token of the City’s submission" (followed of course by a reference to Jack Cade). "It was an object of great antiquity when the Romans arrived and their predecessors the ancient Britons found it on their arrival more than two thousand years before. It was erected by the people of the New Stone Age [...]."
In 1940 St Swithin's church was burnt out by bombing in the Blitz. However, the outer walls remained standing for many years, with London Stone still in its place in the south wall. In 1962 the remains of the church were demolished, and replaced by the present building, 111 Cannon Street, which originally housed the Bank of China; London Stone was placed without ceremony in the specially constructed grilled and glazed alcove in the new building that houses it today.
The existing building is scheduled for redevelopment, and in October 2011 the then landowners proposed to move the stone to a new location further to the west.
The ground floor of the building was occupied by a branch of WHSmith newsagents. Inside the shop London Stone in its glass case was hidden behind a magazine rack and not usually accessible.
In March 2016, planning permission was granted to allow the building to be demolished and replaced by a new one. The new premises will publicly display London Stone on a plinth. The nearby Museum of London hopes to display the stone while the building works are carried out.